# 삼성전자 소프트웨어 멤버십
삼성전자 소프트웨어 멤버십은 삼성전자 소프트웨어 센터 산하 조직이다. 정규 4년제 대학생이나 대학원생으로 이루어져 있다. 1991년 처음 강남에 설립되었다. 2016년 개편을 거치면서 규모를 크게 줄여 서울대를 제외한 모든 센터를 폐지하였다.

## 조직
- 서울대

### 폐지
- 신촌
- 강남
- 수원
- 대전
- 대구
- 전주
- 광주
- 부산

## 공식 홈페이지
- 삼성전자 소프트웨어 멤버십 웹사이트
- 삼성전자 소프트웨어 멤버십 웹사이트 (URL 변경)